# Winfield House

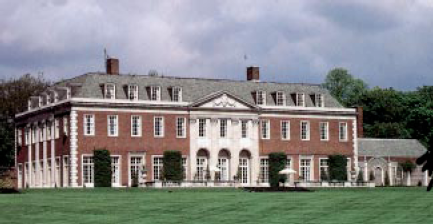
Winfield House, Londres.

Winfield House est un manoir érigé sur un terrain de 49 000 m2 dans Regent's Park à Londres, ce qui en fait le plus grand jardin dans le centre de Londres, après celui du palais de Buckingham. C'est la résidence officielle de l'ambassadeur des États-Unis au Royaume-Uni.

## Histoire
La première demeure bâtie sur le site Hertford Villa, appelée plus tard St Dunstan's. Il s'agissait de la plus vaste des huit villas construites à l'origine dans Regent's Park suivant le schéma de développement de John Nash. Parmi les occupants de la villa, on compte les marquises d'Hertford, le propriétaire de journaux Lord Rothermere, et le financier américain Otto H. Kahn. La villa fut endommagée par le feu dans les années 1930, et fut alors achetée par l'héritière américaine Barbara Hutton, qui la fit démolir et fit construire à la place le manoir néo-georgien qui nous est parvenu, dessiné par Leonard Rome Guthrie, du cabinet d'architectes anglais Wimperis, Simpson and Guthrie. Le nom de la maison vient du grand-père de Barbara Hutton, Frank Winfield Woolworth, et probablement de sa célèbre propriété foncière de Glen Cove, nommée Winfield Hall. Le seul enfant de Barbara Hutton, Lance Reventlow, est né à Winfield House.
Durant la Seconde Guerre mondiale, Winfield House fut utilisée par la Royal Air Force pour y amarrer des ballons de barrage. Elle reçut, pendant la guerre, la visite de Cary Grant, le mari de Barbara Hutton à l'époque. Après la guerre, Hutton vendit la demeure au gouvernement américain pour la somme d'un dollar symbolique, et c'est la résidence officielle de l'ambassadeur des États-Unis au Royaume-Uni depuis 1955. Parmi les ambassadeurs qui y ont séjourné, figurent Walter Annenberg, Anne Armstrong et John Hay Whitney, et la demeure a reçu la visite de la reine Élisabeth II, de présidents des États-Unis, et de plusieurs hôtes distingués.
Winfield House a été listée dans le registre des propriétés d'importance culturelle du secrétaire d'État des États-Unis, qui regroupe des propriétés du département d'État des États-Unis qui ont une importance culturelle ou historique particulière.
Avec la relocalisation prévue de la chancellerie vers Nine Elms, à Wandsworth, il est possible que la résidence officielle de l'ambassadeur soit également relocalisée vers un emplacement plus commode[réf. nécessaire].